# Aires Pinto Escudeiro

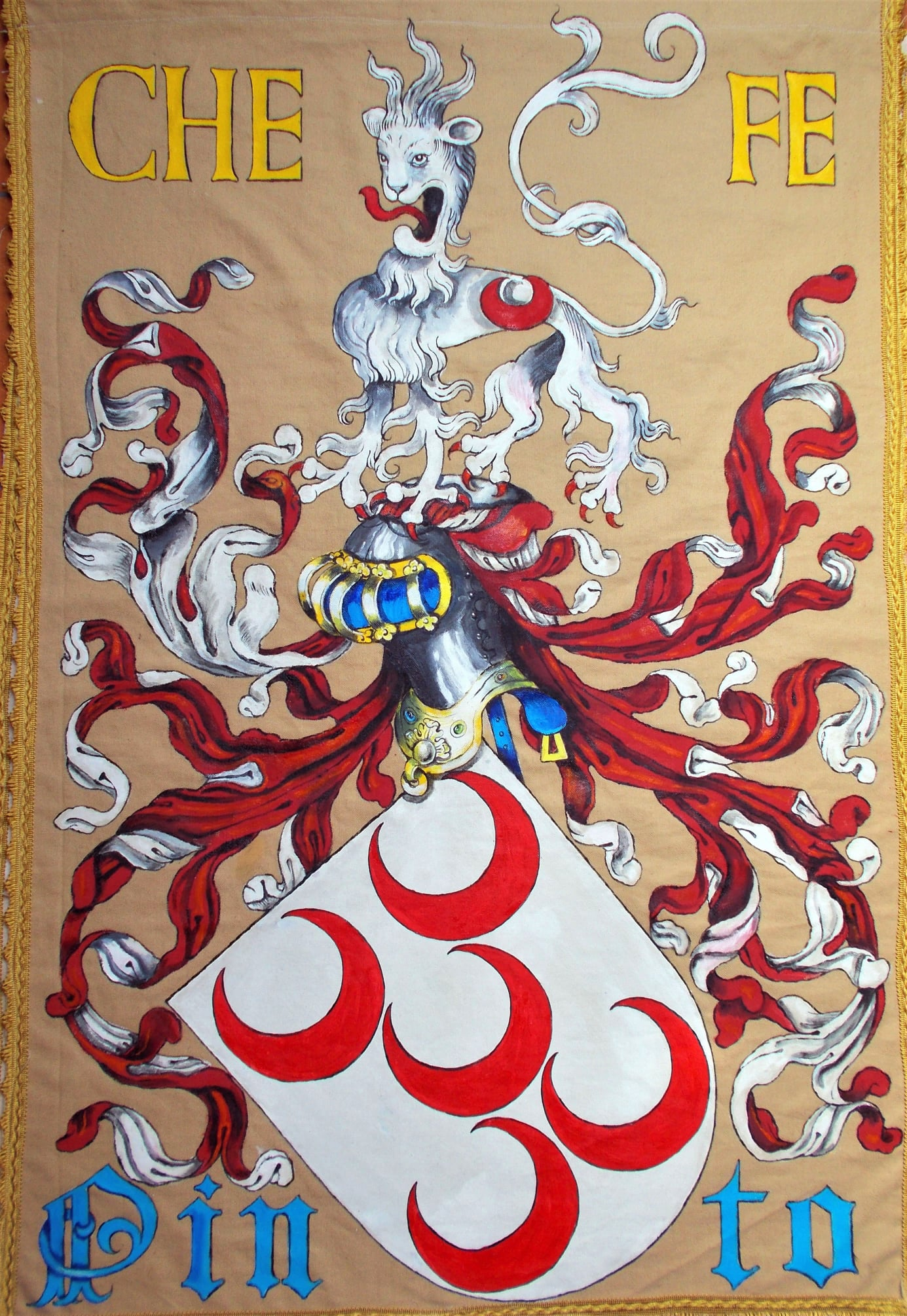
Armas dos Pinto em Portugal

Aires Pinto, Escudeiro de linhagem e depois Cavaleiro-Fidalgo. Era filho de Gonçalo Esteves Pinto, senhor do paço, quinta e honra de Covelas e de sua mulher Maria Martins, neto paterno do cavaleiro Estevão Vaz Pinto (Estevão Vasques Pinto), da Quinta de Covelas e de sua mulher  Joana Gonçalves, bisneto de Vasco Martins Pinto, cavaleiro, senhor dos foros da Quinta de Covelas, e Cassa da Torre de Chã (Torre da Cham), em Ferreiros de Tendais. Aires Pinto, foi escudeiro do conde de Barcelos D. Afonso e depois fidalgo da sua casa. Sucedeu nos prazos e bens de seu pai e morou no Porto, onde a 1/4/1449 era juiz da Câmara. Numa confirmação datada de 7/12/1462 do Bispo de Lamego do padroado de Santa Marinha de Real, aparece referido como “Aires Pinto de Covellas Cavaleiro”. Provavelmente nasceu em Covelas , Ferreiros de Tendais (Cinfães), faleceu no Porto em 1478. 
Foi também vereador no Porto, presente em várias sessões de câmara nos anos de 1442 a 1449. A 15/8/1454 teve carta de privilégio de fidalgo para Entre-Douro-e-Minho e para a Beira, sendo morador no Porto. Teve no Mosteiro de S. Domingos do Porto uma capela particular, chamada de Santa Catarina Mártir, doada pelo Mosteiro a 23/4/1477 a Aires Pinto, Fidalgo da Casa do duque de Bragança, padroeiro da igreja de Real, em Paiva, que lá teve sepultura. Um “moimento” (monumento), que segundo a descrição da capela, entrando, ao lado esquerdo, sob um arco ogival metido na parede o tal monumento com “2 escudos na face com 5 Luas brazao earmas dos Pintos”, encimado por outro escudo com as armas dos Pinto, e um letreiro em letras góticas, que dizia: “Aqui jaz Ayres Pinto fidalgo da caza do Duque D. Afonso, o prº Duque de Bragança que foi de Bragança, e sua mer. Branca Gil, o qual sefinou no anno do Sr. de 78 annos, ella no anno do Sr. de 81 esta capª he para todos seos descendentes”. Aires Pinto era irmão da abadessa de Tarouquela (Cinfães), Brites Gonçalves Pinto. Casou com Branca Gil de Almeida (alguns dizem Almada), filha de Gil Gomes de Almeida e de Catarina Anes e teve descendência.